# So Yong Kim

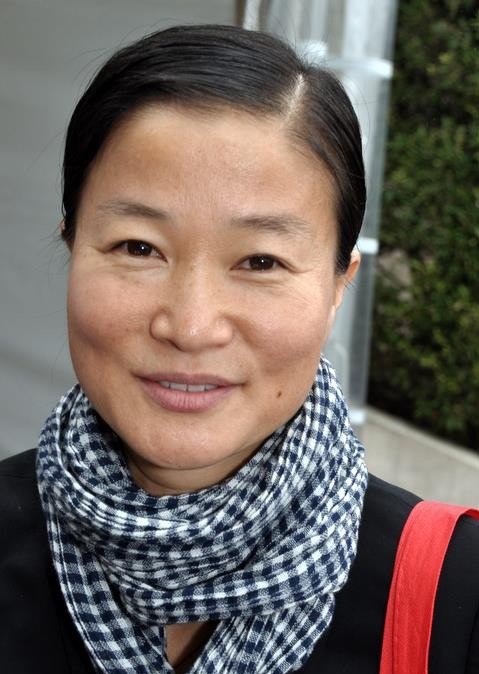
So Yong Kim at the Deauville American Film Festival 2012

So Yong Kim (Busan, Corea del Sur, 1968) es una cineasta independiente coreano-estadounidense. Dirigió cuatro largometrajes: In Between Days, Treeless Mountain, For Ellen y Lovesong. So Yong Kim realizó exhibiciones y películas/vídeos en Austin, Chicago, Nueva York, Londres, Marsella, Reykjavik, Milwaukee, Gotemburgo, Osnabruck y Tokio.

## Inicios
Nació en Busan, Corea del Sur, en 1968 y se mudó a Los Ángeles, California con su madre a los 12 años Estudió pintura, performance y videoarte en el Instituto de Arte de Chicago, donde obtuvo su maestría en bellas artes (MFA).

## Trayectoria
Kim comenzó su trayectoria al producir la película islandesa Salt, dirigida por socio creativo y pareja Bradley Rust Gray.
En 2006, Kim apareció en la lista de «25 nuevos rostros del cine independiente» de la revista Filmmaker.
En 2007, Kim obtuvo el Premio Especial del Jurado en el Festival de Cine de Sundance por su ópera prima In Between Days. Ligeramente autobiográfica, la película fue filmada en Toronto y contó con la improvisación de parte de sus actores adolescentes, quienes expresaron su romance y sentimiento de alienación de su en torno a través de fotografías digitales.
La película fue aclamada por la crítica y ganó el Premio Especial del Jurado en el Festival de Sundance 2007, el Premio de la Crítica Internacional FIPRESCI en el Festival Internacional de Cine de Berlín, el Premio de la Crítica de Los Ángeles y los premios a la Mejor Película y Mejor Actriz en el Buenos Aires Festival Internacional de Cine Independiente.
Treeless Mountain, realizada en 2008, cuenta una historia de abandono y la capacidad de recuperación de dos niñas, en una película que Village Voice calificó como «una de las mejores películas sobre la infancia jamás realizadas». El guion contó con el apoyo del Atelier del Festival de Cannes, los laboratorios de escritura y dirección del Instituto Sundance y el Plan de Promoción de Busan.La película ganó el premio al largometraje de ficción del Festival de Cine de Adelaida en 2009.
Al año siguiente, So Yong Kim participó en la película de antología Chinatown Film Project .
La siguiente película de Kim, For Ellen, fue protagonizada por Paul Dano y Jena Malone. Se estrenó en el Festival de Cine de Sundance de 2012.
En 2014, Kim estrenó Spark and Light en el Festival Internacional de Cine de Venecia, un cortometraje protagonizado por Riley Keough, encargado por la casa de moda Miu Miu como parte de su serie de antología Women's Tales.
El siguiente largometraje de Kim, Lovesong, se estrenó en el Festival de Cine de Sundance de 2016. La película, sobre dos mejores amigas que se enamoran, fue protagonizada por Jena Malone y Riley Keough . 
En el mismo año, comenzó a dirigir para televisión con la serie Queen Sugar, serie que se distinguió por solo contratar directoras; desde entonces, dirigió episodios de Transparent, American Crime , The Good Fight, Halt and Catch Fire , Vida, On Becoming a God in Central Florida y Tales from the Loop. Kim también dirigió el vídeo musical de "A Burning Hill" de Mitski .
En 2021, dirigió 4 episodios de la serie Dr. Death.

## Vida personal
Kim se casó con Bradley Rust Gray en 1999 y tiene dos hijos.

## Filmografía
| Año  | Película                                    | Notas        |
| ---- | ------------------------------------------- | ------------ |
| 2006 | In Between Days                             |              |
| 2008 | Treeless Mountains                          |              |
| 2012 | For Ellen                                   |              |
| 2014 | Spark & Light                               | Cortometraje |
| 2016 | Lovesong                                    |              |
| 2019 | 30/30 Vision: 3 Decades of Strand Releasing |              |

| Año  | Serie                                | Notas                     |
| ---- | ------------------------------------ | ------------------------- |
| 2016 | Queen Sugar                          | Serie de TV, 1 episodio   |
| 2016 | Transparent                          | Serie de TV, 1 episodio   |
| 2017 | American Crime                       | Serie de TV, 1 episodio   |
| 2017 | The Good Fight                       | Serie de TV, 1 episodio   |
| 2017 | Halt and Catch Fire                  | Serie de TV, 1 episodio   |
| 2017 | The Exorcist                         | Serie de TV, 1 episodio   |
| 2017 | There's.... Johnny!                  | Serie de TV, 2 episodios  |
| 2018 | Vida                                 | Serie de TV, 1 episodio   |
| 2018 | Get Shorty                           | Serie de TV, 2 episodios  |
| 2018 | Good Girls                           | Serie de TV, 2 episodio   |
| 2019 | Nueva Amsterdam                      | Series de TV; 1 episodio  |
| 2019 | Divorce                              | Serie de TV, 1 episodio   |
| 2019 | On becoming a God in Central Florida | Serie de TV, 1 episodio   |
| 2019 | Room 104                             | Serie de TV, 3 episodios  |
| 2020 | Tales from the Loop                  | Serie de TV, 1 episodio   |
| 2020 | Grand Army                           | Serie de TV, 1 episodio   |
| 2020 | Dr. Death                            | Serie de TV, 4 episodios  |
| 2022 | Roar                                 | Series de TV; 2 episodios |
| 2023 | Wilderness                           | Series de TV; 6 episodios |